# مانکن (فیلم ۱۹۲۶)
«مانکن» (انگلیسی: Mannequin (1926 film)) یک فیلم به کارگردانی جیمز کروز است که در سال ۱۹۲۶ منتشر شد.

## بازیگران
- آلیس جویس
- دولورس کاستلو
- وارنر بکستر
- زیسو پیتس
- والتر پیجن
- بس فلاور